# Jeffrey Tucker
Jeffrey Albert Tucker (/ˈtʌkər/; n. 19 decembrie 1963, California, SUA) este un scriitor libertarian american, militant anarho-capitalist și antreprenor.
A colaborat timp de mulți ani cu Ron Paul, Institutul Mises și Lew Rockwell. Alături de American Institute for Economic Research⁠(d) (AIER), s-a împotrivit impunerii de restricții COVID-19 începând din 2020 și a fondat think tank-ul Brownstone Institute în 2021 pentru a-și continua campania.
Din 2021, este Chief Liberty Officer (CLO) la Liberty.me. De asemenea, este cercetător adjunct al Centrului Mackinac pentru Politici Publice⁠(d), cercetător afiliat al Blockchain Innovation Hub al Universității RMIT⁠(d), și asociat al Institutului Acton⁠(d).

## Biografie
Fiul istoricului texan Albert Briggs Tucker și al Robertei Janeice (născută Robertson) Tucker, Jeffrey Albert Tucker s-a născut în Fresno, California, în 1963.
A studiat economia la Universitatea Texas Tech⁠(d) și la Universitatea Howard Payne⁠(d), unde a întâlnit pentru prima dată literatura școlii austriece. Mai târziu, a urmat studiile postuniversitare în economie la Universitatea George Mason⁠(d).

### Cariera
În timpul studiilor la George Mason, Tucker a participat la un program de jurnalism în Washington, D.C., unde a lucrat ca voluntar la biroul din Washington al Institutului Mises.
La sfârșitul anilor 1980, a lucrat pentru Ron Paul în calitate de asistent al editorului Lew Rockwell. În timpul campaniei prezidențiale a lui Paul din 2008, buletinele informative ale campaniei sale au creat controverse, deoarece unele conțineau afirmații împotriva persoanelor de culoare și a homosexualilor.
Din 1997 până în 2011, Tucker a lucrat pentru Institutul Mises, fiind vicepreședinte editorial și editor al site-ului Mises.org. Din 1999 până în 2011 a contribuit la LewRockwell.com.
Conform unui raport din 2000 al Southern Poverty Law Center⁠(d) (SPLC), Tucker a redactat articole pentru publicațiile grupului League of the South. Conform raportului SPLC, Tucker a fost menționat ca membru fondator pe site-ul ligii, însă acesta a negat că este membru.
La sfârșitul anului 2011, Tucker a fost angajat de Addison Wiggin⁠(d) ca editor executiv al Laissez Faire Books⁠(d) și a ocupat această funcție până în 2016. 
Tucker a fost numit membru distins al Foundation for Economic Education⁠(d) în 2013, susținând discursuri la seminariile FEE și redactând pentru publicația sa The Freeman⁠(d). Din 2015 până în 2017, a fost director de conținut al FEE.
Tucker a devenit director editorial al Institutului American de Cercetare Economică (AIER) la sfârșitul anului 2017. Din 2021, el este menționat drept consultant editorial independent la AIER.

## Lucrări
- Henry Hazlitt: Giant For Liberty (with Llewellyn H. Rockwell and Murray N. Rothbard, 1994, Ludwig von Mises Institute, ISBN: 978-0-945466-16-1)[18]
- Sing Like a Catholic (2009, Church Music Association of America, ISBN: 978-1-60743-722-2): essays on church music
- Bourbon for Breakfast: Living Outside the Statist Quo (2010, Ludwig von Mises Institute, ISBN: 978-1-933550-89-3)
- It's a Jetsons World: Private Miracles and Public Crimes (2011, Ludwig von Mises Institute, ISBN: 978-1-61016-194-7)
- Hack Your Shower Head: and 10 Other Ways to Get Big Government out of Your Home (2012, Laissez Faire Books, ISBN: 978-1-62129-063-6)
- A Beautiful Anarchy: How to Create Your Own Civilization in the Digital Age (2012, Laissez Faire Books, ISBN: 978-1-62129-041-4)
- Liberty.me: Freedom Is a Do-It-Yourself Project (2014, Liberty.me, ISBN: 978-1-63069-032-8)
- Bit by Bit: How P2P is Freeing the World (2015, e-book)
- Advice for Young, Unemployed Workers (2015, pamflet, Foundation for Economic Education, ISBN: 978-1-57246-039-3)
- Right-Wing Collectivism: The Other Threat to Liberty (2017)
- Liberty or Lockdown (2020)